# Старенький Юрій Юрійович
Ю́рій Ю́рійович Старе́нький (6 травня 1982, Нововолинськ, СРСР) — майор, Міністерство внутрішніх справ України.

## Життєпис
Юрій Старенький народився в Нововолинську в родині кадрових військовиків. Батько, Юрій Михайлович, пройшов Афганістан та очолював Очаківський райвійськкомат, дід та прадід по батьковій лінії також воювали. Після закінчення школи хлопець навчався в електромеханічному технікумі, а згодом вступив до Харківської академії внутрішніх військ, яку закінчив з відзнакою, відслуживши строкову службу та за контрактом.
У 2014 році у складі військової частини спецпризначення 3027 «Барс» потрапив до зони проведення АТО на сході України. Надавав допомогу ЗСУ з охорони Луганського аеродрому, брав участь у боях за Комсомольське та Тельманове. Зазнав поранення, намагаючись врятувати бійця свого підрозділу. Куля роздробила гомілку Юрія Старенького, однак йому вдалося вийти з бою живим. Згодом йому зробили операцію в Маріуполі та ще 6 хірургічних втручань у Дніпрі, де він лікувався протягом року, втім повністю відновитися Старенький так і не зміг.
Після реабілітації перейшов до служби люстрації управління кадрової роботи Головного управління Національної гвардії України.

## Нагороди
- Орден «За мужність» III ст. (1 грудня 2016) — за особисту мужність, сумлінне та бездоганне служіння Українському народові, зразкове виконання військового обов'язку[1]